# Agence nationale de lutte contre l'illettrisme
Ne doit pas être confondu avec ANCCLI.
L'Agence nationale de lutte contre l'illettrisme (ou ANLCI) est un Groupement d'intérêt public (GIP) français créé en 2000, en remplacement du Groupe permanent de lutte contre l'illettrisme (GPLI). Elle a pour mission de centraliser les informations sur l'illettrisme, et de lutter contre en effectuant des statistiques sur les risques liés à l'environnement social familial, en publiant ses recherches et en organisant des formations.

## Missions
- Déterminer les priorités à mettre en œuvre pour lutter contre l'illettrisme dans le cadre des orientations définies par le gouvernement.
- Organiser la concertation entre l'ensemble des acteurs de la lutte contre l'illettrisme, animer et coordonner leur action.
- Veiller à la prise en compte des questions relatives à l'illettrisme au sein des programmes d'action et de recherche de ses membres.
- Faire procéder à l'évaluation de l'impact des politiques et des actions menées.

## Moyens
L'agence compte 35 personnes pour un budget annuel d'environ 5 millions d’euros.

## Direction
Elle est dirigée par Cécile Jaffré depuis le 25 juin 2025 (elle succède à Hervé Fernandez). 
Christian Janin a été nommé président par arrêté du 22 janvier 2020, il succède à Marie-Thérèse Geffroy.
Yves Rousset est depuis 2021 commissaire du Gouvernement auprès de l'Agence,.
L'existence de l'ANLCI n'est en aucun cas remise en cause par la création de l'Agence de la langue française pour la cohésion sociale.

## Sous-organismes
En septembre 2023, l'ANLCI s'ouvre à la lutte contre l'illectronisme des personnes en difficulté avec les compétences de base en créant l'Observatoire national de l'illettrisme et de l'illectronisme.

## Productions et outils
L'ANLCI publie régulièrement des dossiers et notes comme "Les nouveaux chiffres de l’illettrisme en France – 2024".
L'agence porte également plusieurs outils parmi lesquels Eva, outil numérique de positionnement des compétences de base.